# Andrea Graus
Andrea Graus (Innsbruck, 13 de novembre de 1979) és una ciclista austríaca que fou rofessional del 2004 al 2013. S'ha proclamat cinc cops campiona nacional en ruta.

## Palmarès
- 2004
  - Vencedora de 2 etapes a l'Albstadt-Frauen-Etappenrennen
- 2005
  -  Campiona d'Àustria en ruta
  - Vencedora d'una etapa al Tour de Feminin-Krásná Lípa
- 2006
  - Vencedora d'una etapa al Giro del Trentino
- 2007
  - Vencedora d'una etapa al Tour de Feminin-Krásná Lípa
- 2008
  - 1a al Gran Premi Comune di Cornaredo
- 2010
  -  Campiona d'Àustria en ruta
- 2011
  -  Campiona d'Àustria en ruta
- 2012
  -  Campiona d'Àustria en ruta
  - 1a al Premi de la Vila del Mont Pujols
- 2013
  -  Campiona d'Àustria en ruta